# Skala Mallampatiego

Skala Mallampatiego

Skala Mallampatiego (ang. Mallampati score, Mallampati classification) – stosowana w anestezjologii czterostopniowa skala określająca stopień trudności intubacji tchawicy uwarunkowanej budową anatomiczną jamy ustnej. 
W skali bierze się pod uwagę wzajemne relacje języczka, gardzieli i podniebienia miękkiego. Wysoki (4) stopień w skali Mallampatiego oznacza, że intubacja potencjalnie może być utrudniona. Skalę wprowadził S. Rao Mallampati i wsp. w 1985 roku.
Skala przedstawia się następująco:
1. widoczne podniebienie miękkie, języczek, gardło i zarys migdałków
2. widoczne podniebienie miękkie i języczek
3. widoczne podniebienie miękkie i podstawa języczka
4. nie widać podniebienia miękkiego

Ocena jest dokonywana u pacjentów:
- w pozycji siedzącej
- przy najszerszym otwarciu ust
- przy maksymalnym wysunięciu języka
- bez próby fonacji